# Horst Fügner
Horst Fügner (Chemnitz, 22 de abril de 1933-Chemnitz, 22 de noviembre de 2014) fue un piloto de motociclismo alemán, que compitió en el Campeonato del Mundo de Motociclismo entre 1954 y 1959.

## Biografía
Defendiendo la bandera de la República Democrática Alemana, obtuvo su hito profesional con una victoria en el Gran Premio de Suecia de 1958 y el subcampeonato de la categoría de 250cc por detrás de Tarquinio Provini ese mismo año. En su carrera también destacan tres títulos nacional de velocidad de la RDA en 125 (1955, 1956 y 1958).

## Resultados en el Campeonato del Mundo
Sistema de puntuación desde 1950 hasta 1968:
| Posición | 1.º | 2.º | 3.º | 4.º | 5.º | 6.º |
| Puntos   | 8   | 6   | 4   | 3   | 2   | 1   |

### Carreras por año
(Carreras en negrita indica pole position; Carreras en cursiva indica vuelta rápida)
| Año  | Clase | Moto | 1     | 2       | 3     | 4     | 5     | 6     | 7     | 8     | Pts. | Pos. |
| ---- | ----- | ---- | ----- | ------- | ----- | ----- | ----- | ----- | ----- | ----- | ---- | ---- |
| 1954 | 125cc | IFA  |       | IOM -   | ULS - | NED - | GER 8 | ESP - |       | NAT - | 0    | -    |
| 1957 | 125cc | MZ   | GER 4 | IOM -   | NED - | BEL - | ULS - | NAT - |       |       | 3    | 10.º |
| 1958 | 125cc | MZ   | IOM 6 | NED 8   | BEL 7 | GER 4 | SWE 6 | ULS 5 | NAT 7 |       | 7    | 9.º  |
| 1958 | 250cc | MZ   | IOM - | NED Ret |       | GER 2 | SWE 1 | ULS 5 | NAT - |       | 16   | 2.º  |
| 1959 | 125cc | MZ   |       | IOM 4   | GER 7 | NED 4 | BEL - | SWE - | ULS - | NAT - | 6    | 10.º |
| 1959 | 250cc | MZ   |       | IOM Ret | GER 3 | NED 5 |       | SWE - | ULS - | NAT - | 6    | 9.º  |